# Voleibol de praia nos Jogos Sul-Americanos de 2014
As competições de voleibol de praia nos Jogos Sul-Americanos de 2014 ocorreram entre 8 e 12 de março, em Santiago. Dois eventos foram disputados..

## Calendário
| Março             | 7 | 8 | 9 | 10 | 11 | 12 | 13 | 14 | 15 | 16 | 17 | 18 | T |
| ----------------- | - | - | - | -- | -- | -- | -- | -- | -- | -- | -- | -- | - |
| Voleibol de praia |   |   |   |    |    | 2  |    |    |    |    |    |    | 2 |

## Medalhistas
| Evento    | Ouro                                    | Prata                                   | Bronze                                   |
| Masculino | Alison Cerutti Bruno Schmidt BRA Brasil | Marco Grimalt Esteban Grimalt CHI Chile | Emanuel Rego Pedro Solberg BRA Brasil    |
| Feminino  | Talita Antunes Taiana Lima BRA Brasil   | Georgina Klug Ana Gallay ARG Argentina  | Duda Lisboa Liliane Maestrini BRA Brasil |

## Quadro de medalhas
| Ordem | País      | Medalha de ouro | Medalha de prata | Medalha de bronze | Total |
| ----- | --------- | --------------- | ---------------- | ----------------- | ----- |
| 1     | Brasil    | 2               |                  | 2                 | 4     |
| 3     | Argentina |                 | 1                |                   | 1     |
| 3     | Chile     |                 | 1                |                   | 1     |
| TOTAL | TOTAL     | 2               | 2                | 2                 | 6     |